# Club Deportivo Garcilaso
Il Club Deportivo Garcilaso, noto semplicemente come Deportivo Gracilaso, è una società calcistica peruviana con sede a Cusco. Milita in Liga 1, la massima serie del campionato peruviano di calcio.

## Storia
Fondato nel 1957 con il nome di Club Deportivo Lucre dai fratelli Garmendia che a loro volta cedettero il club a Monsignor Publio B. Prada Torres, padre della chiesa di San Blas, fin dalla sua nascita ha mantenuto una forte rivalità con il Cienciano, formato da studenti del Collegio Nazionale delle Scienze. Questa rivalità tra le due istituzioni educative trascendeva il calcio, ha dato origine all'evento noto come il Clásico Cusqueño.
Il club ha diversi soprannomi, tra cui La G, El Garci, Garcilasianos, El Vendaval Celeste, Los Gatos, El Pedacito de Cielo.

### Campione della Coppa del Perù
Nella fase finale della Copa Perú 2022, hanno iniziato pareggiando 0-0 contro l'AD Comerciantes , poi vincere 3-0 contro il La Bocana , e contro l'Atlético Bruces hanno segnato 5-1 e per differenza reti giocheranno in Liga 1 2023 per la prima volta nella sua storia.

### Sbarco in prima divisione

#### Stagione 2023 - Esordio in Prima Divisione e qualificazione ad un torneo internazionale
All'inizio della stagione 2023, la squadra di Cusco inizia vincendo 3-0 contro il Dep. Binacional a causa dello scioglimento del club di Puno a causa di conflitti con la FPF. Nelle date successive sono riusciti a ottenere tre vittorie consecutive contro ADT, Atlético Grau e Deportivo Municipal. Tuttavia sono entrati in una crisi calcistica in cui hanno giocato nove partite di fila senza ottenere nessuna vittoria. Il clun ha optato per il cambio della guida tecnica, passando da Roberto Tristán all'esperienza dell'ecuadoriano Jorge Célico. Hanno concluso l'Apertura con 25 punti.
Hanno iniziato la seconda metà dell'anno con una vittoria per 1-0 a Trujillo contro Carlos A. Mannucci, per poi ottenere un 1-1 contro l'Universitario allo Stadio Monumental, fermando una serie vittorie consecutive dei locali. Il 22 ottobre 2023, dopo aver battuto l'Unión Comercio per 2-1 a Tarapoto, si sono assicurati un posto nella Coppa Sudamericana 2024, la loro prima partecipazione ad un torneo internazionale.

#### Stagione 2024
Durante la stagione 2024, hanno fatto il loro debutto nei tornei internazionali affrontando l'ADT nella fase preliminare della Coppa Sudamericana. Si sono qualificati per la fase a gironi con una vittoria per 4-3 ai rigori dopo che la partita è finita 0 a 0.

## Stadio

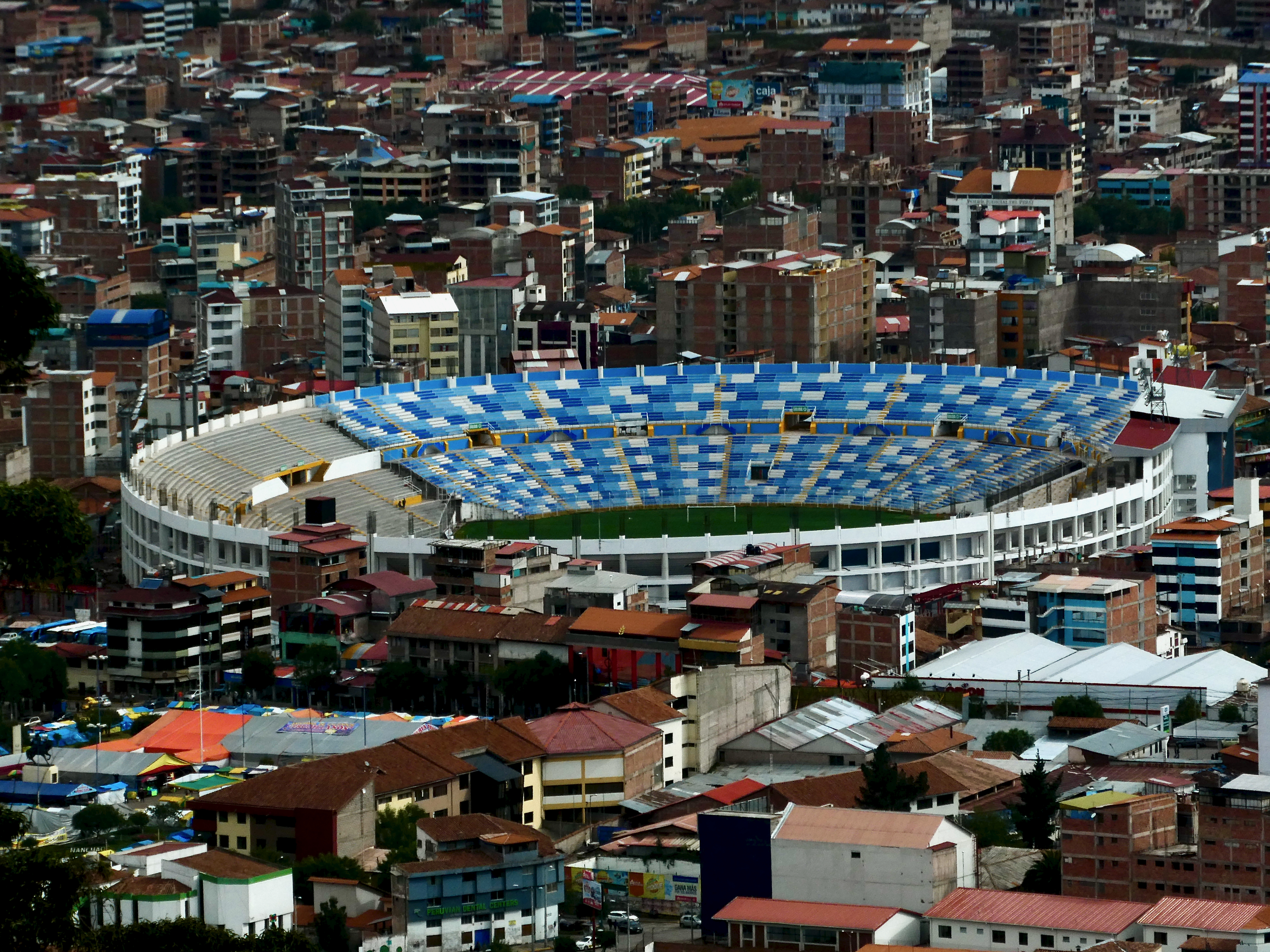
Lo stadio Garcilaso

Il Deportivo Garcilaso gioca le partite casalinghe all'Estadio Garcilaso de la Vega, nel centro di Cusco. L'impianto il nome dallo scrittore peruviano Inca Garcilaso de la Vega. Quando fu inaugurato per la prima volta nel 1950, aveva una capienza di 22.000 spettatori e disponeva di una pista da corsa. Attualmente ha una capacità di 45.036 posti. Lo stadio è descritto da molti, l'impianto con il campo in erba più pulito e ben mantenuto del Sud America. Il Deportivo Garcilaso condivide lo stadio con Cienciano e Cusco.
Nel 2004, la capacità dello stadio è stata ampliata a 42.000, con la rimozione della pista atletica.
Per via del successo di Cienciano nei tornei internazionali, è stata sede di alcune gare della Copa América 2004. Nel 2013, c'è stata un'altra ristrutturazione che ha ampliato lo stadio a 45.000 e ha aggiunto nuovi palchi di lusso, posti a sedere e un nuovo esterno. La ristrutturazione iniziale avrebbe dovuto aggiungere anche un tetto e un muro moderno attorno allo stadio, ma non è stata implementata a causa del budget.

## Tifoseria

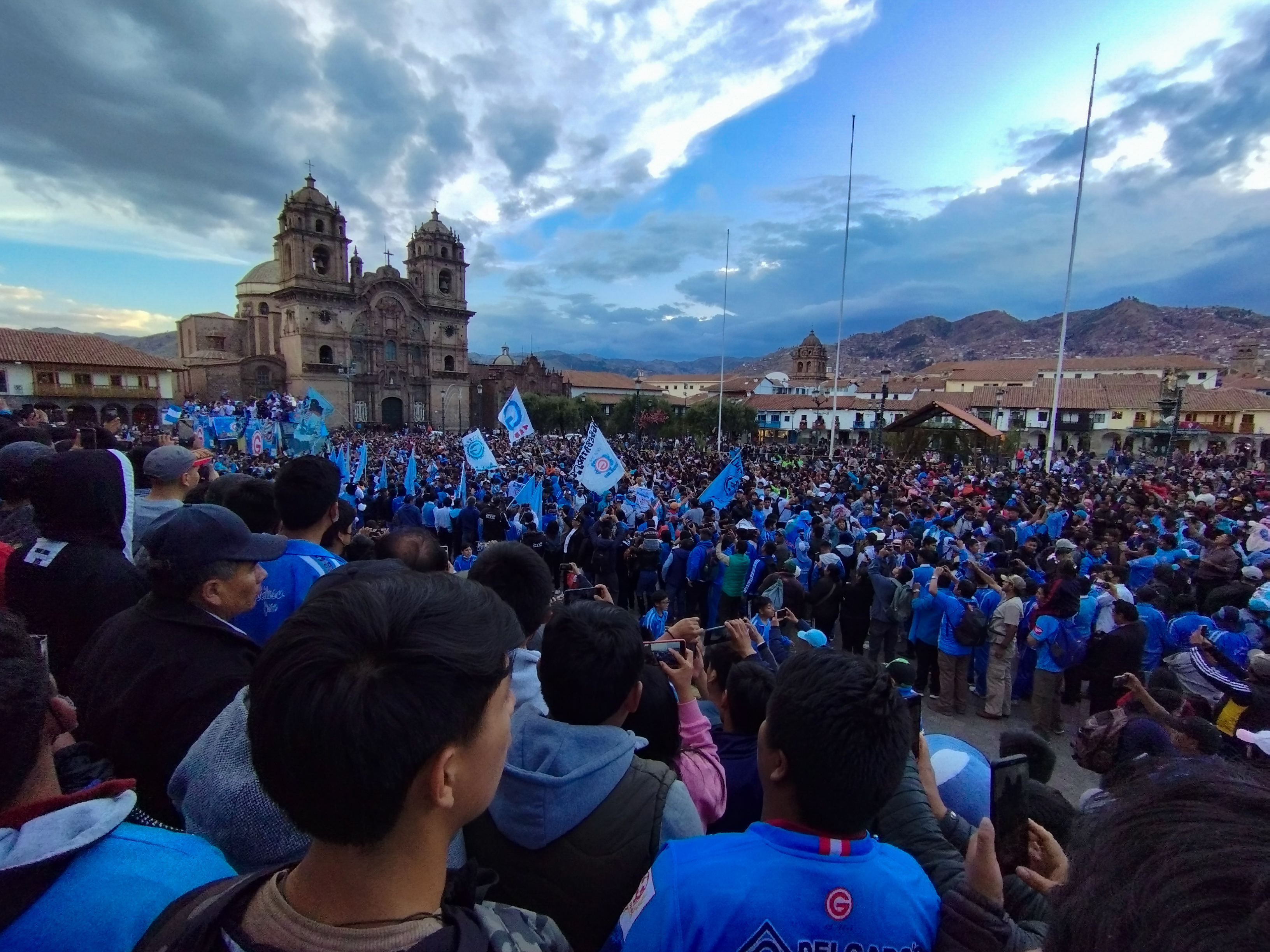
I tifosi del Deportivo Garcilaso nella Plaza de Armas di Cusco

Il Deportivo Garcilaso è uno dei tre grandi club di Cusco. Gli altri sono il Cienciano e il Cusco FC. Nel 2023, il Deportivo Garcilaso si è classificato terzo nella Primera División peruviana, con un totale di 48187 spettatori nella 10ª giornata della Liga 1 2023, superando i record dei famosi club Sporting Cristal e FBC Melgar. Tale record, lo ha reso il miglior club della città peruviana nel 2023.

## Palmarès

### Competizioni nazionali
- Copa Perú: 1

2022

### Competizioni regionali
- Lega dipartimentale di Cusco: 22

1968, 1969, 1974, 1975, 1979, 1980, 1981, 1984, 1992, 1996, 1998, 2000, 2001, 2003, 2005, 2007, 2008, 2016, 2017, 2018, 2019, 2020, 2021, 2022

## Organico
Aggiornato 31 gennaio 2024
| N. |                      | Ruolo | Calciatore             |
| -- | -------------------- | ----- | ---------------------- |
| 1  | Perù (bandiera)      | P     | Diego Penny (capitano) |
| 2  | Perù (bandiera)      | D     | Aldair Salazar         |
| 4  | Ecuador (bandiera)   | D     | Luis Caicedo           |
| 6  | Colombia (bandiera)  | C     | José Cuero             |
| 7  | Perù (bandiera)      | A     | Alexi Gómez            |
| 8  | Perù (bandiera)      | C     | Farik Ventura          |
| 9  | Perù (bandiera)      | A     | Adrián Ugarriza        |
| 10 | Ecuador (bandiera)   | C     | Andrés Chicaiza        |
| 11 | Argentina (bandiera) | A     | Gaspar Gentile         |
| 12 | Perù (bandiera)      | P     | Josue Vargas           |
| 13 | Perù (bandiera)      | D     | Juan Diego Lojas       |
| 14 | Perù (bandiera)      | C     | Carlo Diez             |
| 15 | Perù (bandiera)      | D     | Joaquin Molina         |
| 16 | Argentina (bandiera) | D     | Carlos Beltrán         |

| N. |                      | Ruolo | Calciatore        |
| -- | -------------------- | ----- | ----------------- |
| 17 | Perù (bandiera)      | A     | Paulo Rodríguez   |
| 18 | Perù (bandiera)      | C     | Erinson Ramírez   |
| 20 | Perù (bandiera)      | C     | Diego Ramírez     |
| 21 | Perù (bandiera)      | D     | Erick Perleche    |
| 22 | Perù (bandiera)      | D     | Erick Canales     |
| 24 | Perù (bandiera)      | D     | Anthony Gordillo  |
| 25 | Cile (bandiera)      | P     | Miguel Vargas     |
| 27 | Perù (bandiera)      | A     | Jorge Bazán       |
| 28 | Perù (bandiera)      | C     | Jean Franco Valer |
| 29 | Perù (bandiera)      | D     | Gustavo Ramos     |
| 30 | Ecuador (bandiera)   | A     | Renny Simisterra  |
| 31 | Perù (bandiera)      | C     | Erick Gonzales    |
| 32 | Argentina (bandiera) | A     | Pablo Erustes     |
| 34 | Perù (bandiera)      | P     | Mallki Marmanillo |